# 山名義清
山名 義清（やまな よしきよ）は、南北朝時代の武将。

## 生涯
山名義理の子。「義」の字を父・義理、「清」の字を叔父・氏清から偏諱を賜い、義清と名乗る。里見あるいは田中を称したという。
子に美作国及び石見国の守護として大名に復帰した教清（法名:常勝）がいるが、山名氏の系図の中には教清（法名:常勝）を載せないものがあったり、同時代史料である『建内記』嘉吉元年7月14日条には道弘（義理）と常勝を親子と記している。ところが、一般的に常勝の俗称とされている「教清」についても一次史料から確認できず、足利義教が征夷大将軍の在任以前に出家した常勝が義教から一字を貰うのは不自然であるという指摘が出されている。つまり、山名義理に始まる石見守護家の系譜については確定していないことになる。

## 参考資料
- 『寛政重脩諸家譜 第一輯』國民圖書、1922年12月30日。

| スタブアイコン | サブスタブ | この項目は、まだ閲覧者の調べものの参照としては役立たない、人物に関連した書きかけの項目です。この項目を加筆・訂正などしてくださる協力者を求めています（P:人物伝/PJ:人物伝）。 |